# Kyle Walker
Kyle Andrew Walker (Sheffield, 1990. május 28. –) angol válogatott labdarúgó, a Burnley játékosa.

## Sikerei, díjai

### Klub
- Queens Park
  - Championship (1): 2010–11
- Manchester City
  - Angol bajnok (5): 2017–18, 2018–19, 2020–21, 2021–22, 2022–23, 2023–24
  - Angol kupa (2): 2018–19, 2022–23
  - Angol ligakupa (4): 2018, 2019, 2020, 2021
  - Angol szuperkupa (2): 2018, 2019
  - UEFA-bajnokok ligája (1): 2022–23
  - UEFA-szuperkupa (1): 2023

### Egyéni
- Az év fiatal angol labdarúgója: 2011–12